# Id est
La locuzione latina id est, tradotta letteralmente, significa «cioè, ossia»; viene usata in inglese e più raramente anche in  italiano, spesso abbreviata con i.e.
Il suo più ampio utilizzo viene fatto in testi scientifici scritti in inglese, soprattutto in ambito matematico. Generalmente viene esposta una proposizione (anche un lemma o una definizione) e in seguito alla regola generale viene presentata un'espressione matematica o più specifica preceduta da i.e., che sta a significare «cioè, nel nostro caso».